# Changning (Baoshan)

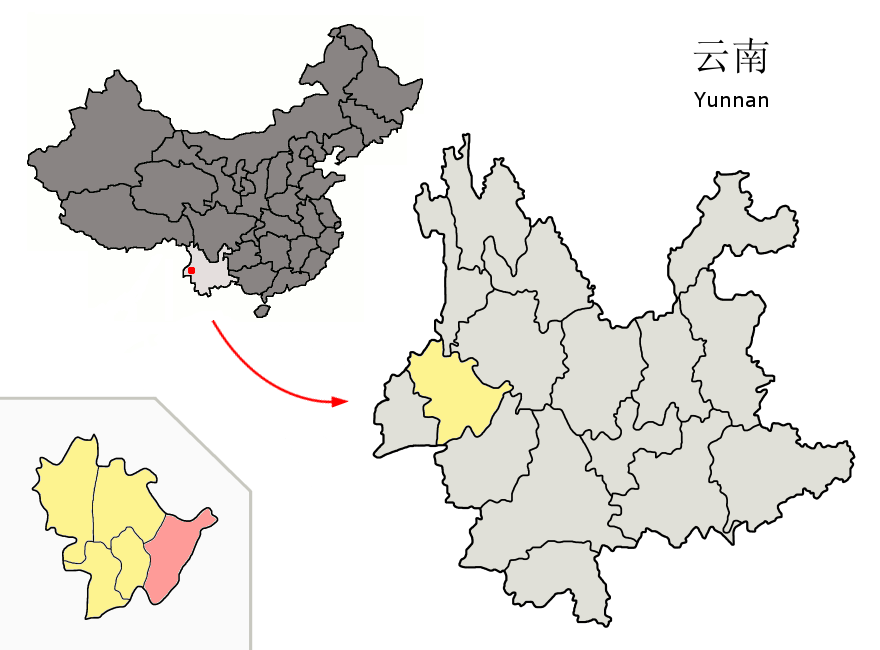
Lage des Kreises Changning (rosa) in der bezirksfreien Stadt Baoshan (gelb)

Der Kreis Changning (昌宁县,  Chāngníng Xiàn) ist ein Kreis im Osten der bezirksfreien Stadt Baoshan im Westen der chinesischen Provinz Yunnan. Er hat eine Fläche von 3.775 km² und zählt 319.858 Einwohner (Stand: Zensus 2020). Sein Hauptort ist die Großgemeinde Tianyuan (田园镇县).

## Administrative Gliederung
Auf Gemeindeebene setzt sich der Kreis aus fünf Großgemeinden und acht Gemeinden (davon drei Nationalitätengemeinden) zusammen. Diese sind:
- Großgemeinde Tianyuan 田园镇
- Großgemeinde Mangshui 漭水镇
- Großgemeinde Kejie 柯街镇
- Großgemeinde Kasi 卡斯镇
- Großgemeinde Mengtong 勐统镇

- Gemeinde Wenquan 温泉乡
- Gemeinde Datianba 大田坝乡
- Gemeinde Jifei 鸡飞乡
- Gemeinde Wengdu 翁堵乡
- Gemeinde Wandian der Dai 湾甸傣族乡
- Gemeinde Gengjia 更戛乡
- Gemeinde Zhujie der Yi 珠街彝族乡
- Gemeinde Goujie der Yi und Miao 耈街彝族苗族乡